# Hansenomysis violacea
Hansenomysis violacea is een aasgarnalensoort uit de familie van de Petalophthalmidae. De wetenschappelijke naam van de soort is voor het eerst geldig gepubliceerd in 1958 door Birstein & Tchindonova.